# Prisma Brasil
Prisma Brasil é um grupo de música cristã brasileiro fundado por Eli Prates originário de Hortolândia, São Paulo, no Instituto Adventista de São Paulo, atual UNASP, e até hoje é sediada nesta cidade. Possui um aplicativo que se chama Prisma Plus , disponível tanto para Apple quando para Android. O Prisma Plus contém lançamentos do Prisma, conteúdos inéditos, completos e exclusivos.

## História
Fundado em 1980, o Grupo Prisma Brasil é reconhecido por público e crítica como um verdadeiro fenômeno dentro da música Gospel nacional, antecipando tendências e renovando-se em busca da qualidade e atualidade.
Possui 60 CDs, 7 DVDs, 1 BluRay e 1 livro atingindo a marca de mais de 5.6 milhões de álbuns físicos vendidos (equivalente a 5 discos de platina e 2 discos de ouro) e mais de 70 milhões de visualizações no Youtube e 50 milhões de visualizações no Facebook (2 discos de platina).
Hoje o grupo é dirigido por Rafael Prates, filho do fundador do grupo.
Com o objetivo totalmente missionário, apesar da postura profissional, o ministério desde sua fundação é composto em sua maioria por universitários, professores e colaboradores do UNASP, fazendo que a medida que as pessoas se formem e voltem para seus diferentes destinos do Brasil e do mundo, haja renovações, por isto o grupo sempre mantêm-se jovem. 
Já se apresentou em todo o Brasil e também fez turnês no Uruguai, Paraguai, Argentina, Canadá e Estados Unidos;
Vários álbuns gravados, mixados e masterizados em moderníssimos estúdios norte-americanos;
Público de aproximadamente 200 mil pessoas no estádio de Barueri-SP; 100 mil pessoas no Estádio do Maracanã-RJ; 50 mil pessoas em Indianápolis-USA;
Se apresentou para Presidentes da República Brasileira no Palácio do Itamaraty;
Gravou dois discos com arranjos e produção do maestro norte-americano Paul Johnson, que já trabalhou com Whitney Houston, Frank Sinatra, Barbra Streisand, Dionne Warwick e foi indicado duas vezes para o Grammy.
Fez a mixagem do CD “Minha Paixão” com o renomado Engenheiro e produtor Tony Shepperd cujo trabalhos de mixagem e gravação incluem artistas com: Whitney Houston, Stevie Wonder, Take 6, Madonna, Quincy Jones, Diana Ross, Lionel Richie, Boys II Men, Backstreet Boys, filmes “Mudança de Hábito” e muito outros.
Fez a masterização do do CD “Minha Paixão” com o renomado Engenheiro Peter Doell na Universal Mastering Studios, cujo trabalhos de mixagem, gravação e masterização  incluem artistas com: Josh Groban, Frank Sinatra, Celine Dion, Miles Davis, Brian McKnight, Toto, Harry Connick Jr., The Beach Boys, Willie Nelson,Sheryl Crow e muitos outros.
Têm uma parceria musical com a renomada e multi-premiada compositora Norte Americana Sue C. Smith, que compôs a maioria das músicas dos últimos álbum do Prisma.
Seus patrocinadores são: Ellus, InBrands, BobStore, Polishop, Panasonic, Yamaha, Centro Universitário Adventista de São Paulo,
Seus álbuns, por muito tempo, foram e são distribuídos pelas gravadoras: Bompastor, Sony Music Brasil, Casa Publicadora Brasileira.Novo Tempo (gravadora), Prates Productions

## Discografia
- 1980: Alegre Sou (Musart)
- 1985: Fonte de Luz
- 1986: Ensina-nos a Orar (Prisma Família)
- 1987: Milagres não se Explicam
- 1988: Discípulo Teu
- 1989: Miracles Happen (Prisma USA)
- 1989: Suceden Milagros (Prisma USA)
- 1989: Glória In Excelsis - E era Natal
- 1989: Prisma Instrumental
- 1990: Unidos em Amor (Prisma Família)
- 1990: Espargindo Luz
- 1990: Anhembi - Ao Vivo
- 1990: Momentos Especiais
- 1991: Anhembi - Ao Vivo Volume II
- 1991: És O Vento (Ereli Prates)
- 1991: O Drama das Águas
- 1991: Fruto da Criação (Prisminha)
- 1992: Ele É Minha Força
- 1993: O Amor Jamais Acaba
- 1993: Ao Vivo Volume 3 – Ginásio da Portuguesa – Dez Anos
- 1993: Garotos Travessos (Prisminha)
- 1994: A Diferença É Cristo
- 1994: Com Saudades do Lar (Ereli Prates)
- 1995: O Grande Conflito
- 1995: O Que Fazer? (Elaine Coelho)
- 1995: Sê Forte e Corajoso
- 1995: A Diferença É Cristo II
- 1995: Sons de Amor
- 1995: Deixem as Crianças Cantar (Prisminha)
- 1996: Melodias Favoritas de Louvor e Adoração (Musart Coral)
- 1996: Comunicando Jesus
- 1996: O aniversário de Jesus (Prisminha)
- 1996: Grande Coro Nordeste - Nos Braços de Jesus
- 1996: Sons de Amor 2
- 1997: Restaura-nos
- 1997: Sentimentos (Ereli Prates)
- 1999: Vamos Para o Céu
- 2000: Deus Por Nós (com Tom de Vida e Coral do IASP)
- 2000: Energia e Vida (Prisma Teen)
- 2000: Com Todo o Meu Coração (coletânea para Ministério da Mulher)
- 2002: Luz
- 2003: Sob seus Cuidados
- 2003: Chamado Por Cristo
- 2003: Amigo Ideal
- 2003: Proclamando Sua Glória
- 2003: Momentos de Amor
- 2004: Momentos Inesquecíveis
- 2005: Prisma Canta o Amor
- 2006: Reflita Em Mim
- 2007: Fui Chamado Por Cristo - Prisma 25 Anos
- 2008: Um Natal Inesquecível
- 2009: Imaginando - Ao Vivo
- 2012: Indo Pra Casa - Ao Vivo
- 2012: Eu Não Me Esqueci de Ti (Sony)
- 2012: Toma O Meu Coração (Sony)
- 2015: Minha Paixão
- 2017: A Canção de Natal
- 2020: Prisma Brasil 40 Anos - Ao Vivo
- 2022: Graça